# Granfjärden
Granfjärden är en fjärd i Mälaren som ligger mellan Aggarön, Ängsön och Södermanlands fastland. 
Största vattendjupet är 28 meter. Det förekommer yrkesfiske. Vanligt förekommande fiskarter är abborre, gös, mört, lake, gädda. Det finns en sjöfartsled till Västerås som trafikeras av fraktfartyg. Havsörn och fiskgjuse har setts vid flera tillfällen. 